# Knappenviertel (Oberhausen)
Das Knappenviertel ist ein Stadtteil des Oberhausener Stadtbezirks Alt-Oberhausen; es zählt rund 7000 Einwohner und hat eine Fläche von etwa 125 ha. Das Knappenviertel wird im Süden begrenzt durch die Falkensteinstraße, im Westen durch die Liebknechtstraße und die Straße „Am Damm“, im Norden durch die Essener Straße und im Osten durch die Mellinghofer Straße. Im Norden des Viertels befindet sich die Knappenhalde, die höchste Erhebung auf Oberhausener Stadtgebiet.

## Geschichte

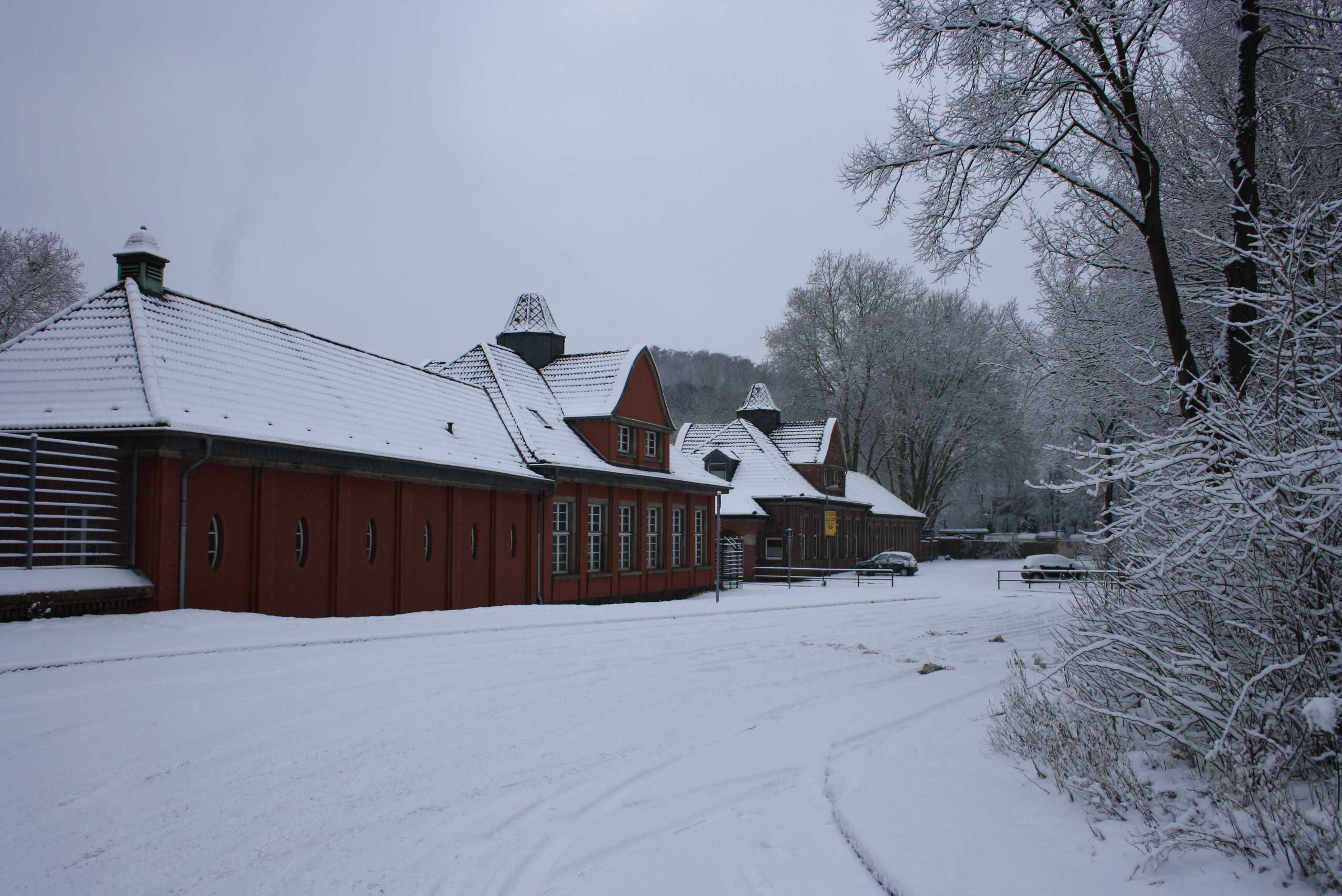
Eingangsgebäude der ehemaligen Zeche Oberhausen

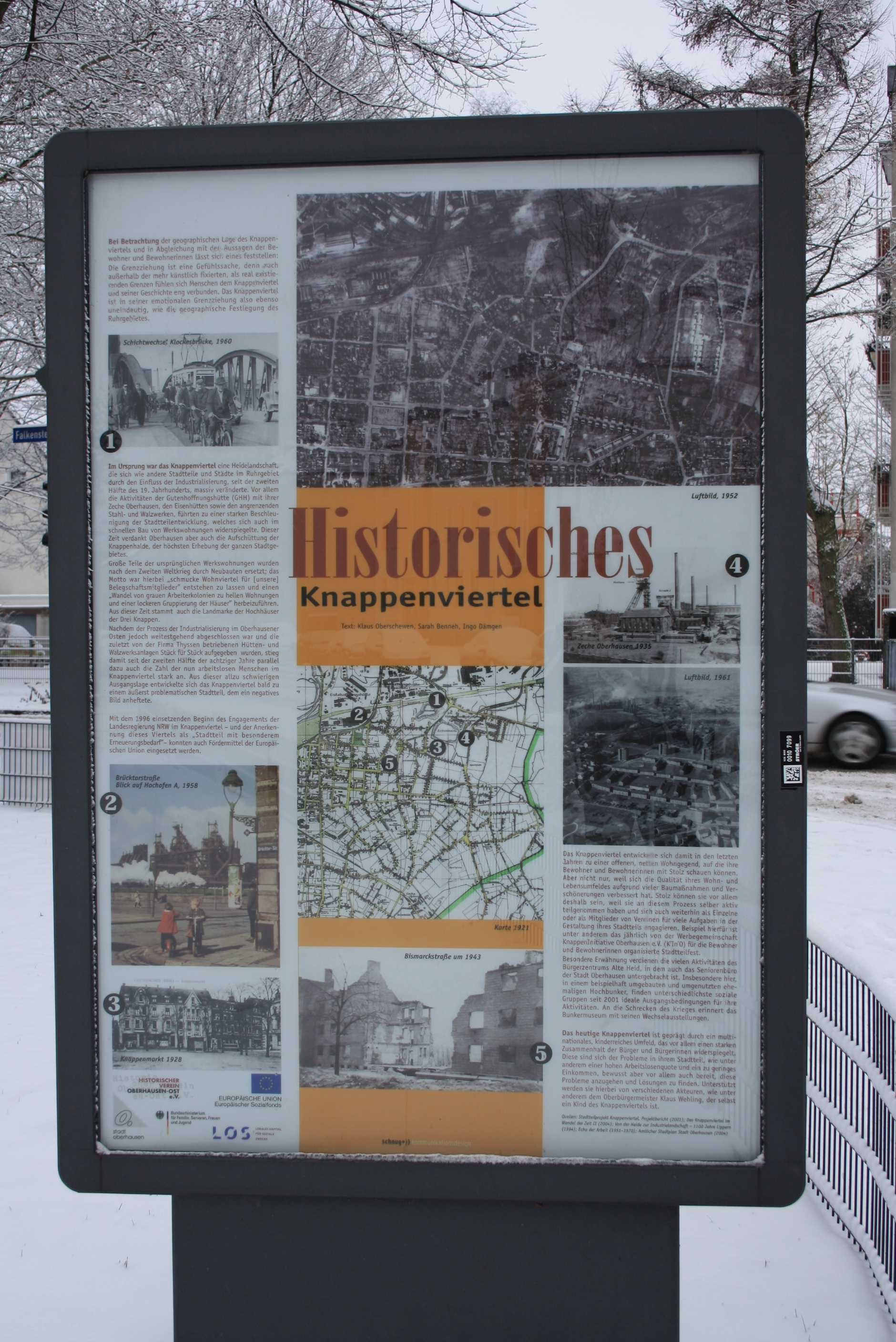
Tafel mit historischen Informationen

Ursprünglich war das Knappenviertel Heidelandschaft, durchsetzt mit Einzelhöfen. Hier wurde bescheidene Landwirtschaft mit Schafzucht und Imkerei betrieben. Mit dem Bau der Köln-Mindener-Eisenbahn in der Mitte des 19. Jahrhunderts und der fortschreitenden Industrialisierung veränderte sich die Landschaft. Das Knappenviertel ist Teil der Gebietseinheit Oberhausen-Ost, die sich von 1862 bis 1915 bildete. In dieser Zeit prägten industrielle Ereignisse wie die Abteufung der Zeche Oberhausen oder die Ansiedlung der späteren Gutehoffnungshütte (GHH) das Wachstum des Stadtteils, welches besonders durch Werkswohnungsbau vorangetrieben wurde. In der Nachkriegszeit wurden Teile der alten Werkssiedlungen durch Neubauten ersetzt (zwei- bis viergeschossige Zeilen- und Blockrandbebauung, vereinzelte Punkthochhäuser), so dass sich die heute vorherrschende uneinheitliche Siedlungsstruktur herausbildete.

## Infrastruktur

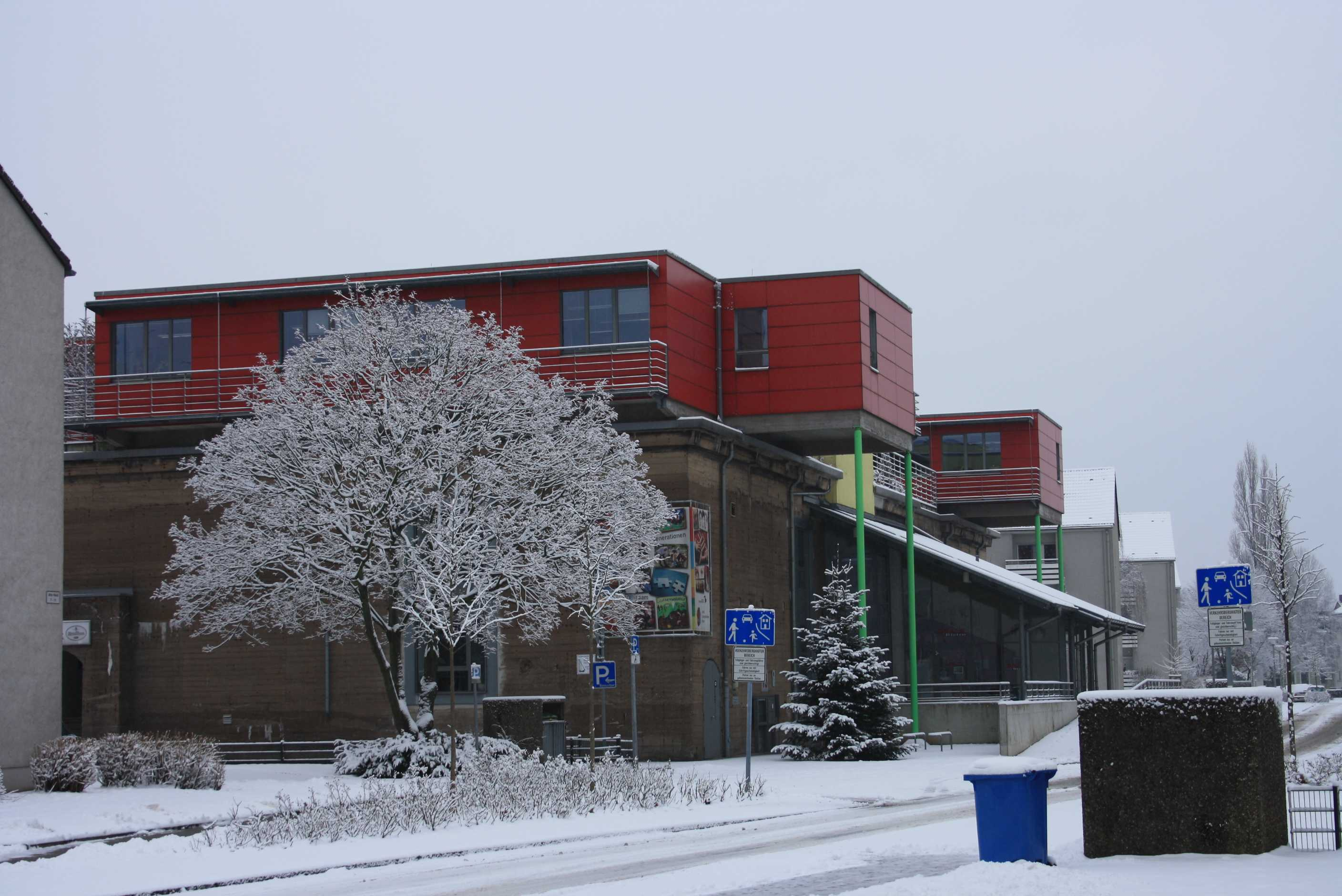
Bunker „Alte Heid“

Das Knappenviertel ist in erster Linie ein Wohnstandort, der durch die Nähe zum Freizeit und Einkaufspark CentrO in der „Neuen Mitte“ eine neue Lagegunst aufweist. Im März 1996 wurde das Oberhausener Knappenviertel in das Landesprogramm „Stadtteile mit besonderem Erneuerungsbedarf“ aufgenommen. Innerhalb des Zeitraumes 1996 bis 2002 wurden über 200 Einzelmaßnahmen und Projekte umgesetzt, die durch das vor Ort eingerichtete Stadtteilbüro koordiniert wurden.
2001 wurde im Knappenviertel das Bunkermuseum Oberhausen eröffnet. In dem Hochbunker aus dem Zweiten Weltkrieg befinden sich Ausstellungsräumlichkeiten, die so belassen wurden, wie man sie vorgefunden hatte. Das Bunkermuseum widmet sich mit historischen Ausstellungen und künstlerischen Installationen insbesondere der Geschichte des Luftkriegs und des Bunkerbaus, denn gerade das Ruhrgebiet war wegen seiner Rüstungsindustrie damals ein Hauptangriffsziel.
Das Knappenviertel liegt etwa 2,5 km vom Hauptbahnhof Oberhausen entfernt. Mit den Buslinien SB 94, 143, 953 und 960 des Verkehrsverbundes Rhein-Ruhr ist der Stadtteil an das Nahverkehrsnetz angeschlossen.
| Linie | Verlauf | Takt (Mo–Fr)        | Betreiber        |
| ----- | --- | ------------------- | ---------------- |
| SB94  | Essen-Frintrop Unterstraße (Anschluss an Straßenbahnlinie 105) – Stadtgrenze Essen – Marienburgstraße – Rathaus – Oberhausen Hbf – Bero-Zentrum – Lirich – Buschhausen Mitte – OB-Sterkrade Bf – Osterfeld Mitte – OB-Osterfeld Süd Bf – Marina/Sea-Life                                                           | 20 min              | STOAG            |
| 143   | Borbeck Bf – Borbeck Lindnerpl. – Essen-Gerschede – Bedingrade – Essen-Frintrop – Oberhausen-Bermensfeld – Knappenmarkt – Bismarckstraße – Rathaus – Oberhausen Hbf – DU-Obermeiderich Bf – Oberhausen-Alstaden Fröbelplatz                                                                                        | 20 min 10 min (HVZ) | STOAG / Ruhrbahn |
| 953   | Bottrop-Fuhlenbrock Spechtstr. – Klosterhardt – Rothebusch – Osterfeld Mitte – OLGA-Park – Neue Mitte Oberhausen – Knappenmarkt – Bermensfeld – Dümpten – Schlad Wehrstr. Linie verkehrt zwischen OLGA-Park und Lipperfeld über die ÖPNV-Trasse Oberhausen                                                         | 60 min              | STOAG            |
| 960   | OB-Holten Bf – Schmachtendorf – Walsumermark – Königshardt – Kirchhellener Straße – Alsfeld Dragonerstr. – OB-Sterkrade Bf – OLGA-Park – Neue Mitte Oberhausen – Oberhausen Hbf – Rathaus – Knappenmarkt – Schlad Wehrstr. Linie verkehrt zwischen Sterkrade Bf und Oberhausen Hbf über die ÖPNV-Trasse Oberhausen | 20 min              | STOAG            |
| NE10  | OB-Sterkrade Bf – Schloss Oberhausen – Neue Mitte Oberhausen – Knappenmarkt – Oberhausen-Wehrstraße – Mülheim-Dümpten – Mülheim Hbf Nordeingang(←)/Dieter-aus-dem-Siepen-Platz(→) – Mülheim Stadtmitte – Schloß Broich – Broich – Saarn Alte Straße → Saarner Kuppe – Oemberg ← Saarn Lindenhof                    | 60 min              | Ruhrbahn / STOAG |